# Eurocontrol
Eurocontrol (EUROCONTROL, European Organisation for the Safety of Air Navigation, Evropská organizace pro bezpečnost leteckého provozu) je evropská mezinárodní organizace, jejímž cílem je rozvoj systémů a postupů pro plynulé řízení letového provozu pro umožnění dalšího rozvoje letecké dopravy při udržení vysoké úrovně bezpečnosti a snižování nákladů.
Eurocontrol koordinuje činnosti jednotlivých národních organizací řízení letového provozu, pomáhá s plánováním mezinárodních letů, vyvíjí nové postupy a technologie a organizuje výcvik řídících.

## Historie
Původním cílem organizace Eurocontrol bylo úplné sjednocení horního vzdušného prostoru nad Evropou pod správu jediné organizace. Tento plán, podporovaný organizací ICAO, počítal s vytvořením tří řídících středisek pro celou Evropu. Ideu se nepodařilo prosadit, neboť evropské země nebyly ochotny se vzdát takového množství suverenity nad vlastním vzdušným prostorem. Přesto došlo alespoň k částečně shodě a na mezinárodní konferenci v Bruselu byla 13. prosince 1960 uzavřena mezinárodní úmluva o spolupráci při zajišťování bezpečnosti letového provozu, která vešla v platnost 1. března 1963. V lednu 1967 bylo ve francouzském Bretigny-sur-Orge otevřeno experimentální středisko Eurocontrol, které mělo za úkol výzkum a vývoj postupů a technologií správy letového provozu. V říjnu 1969 byl v Lucemburku otevřen institut služeb řízení letového provozu (IANS), který poskytoval výcvik a školení personálu ze všech členských států.
V prosinci 1971 byl zaveden jednotný systém plateb za využití letových tras – každý provozovatel letecké dopravy platí za použití vzdušného prostoru v závislosti na délce trasy a hmotnosti letadla. Poplatky vybírá společný úřad, který tyto prostředky rozděluje pro financování navigačních prostředků, středisek řízení letového provozu atd.
V únoru 1972 bylo v Maastrichtu do provozu uvedeno první mezinárodní středisko řízení horního letového provozu (UAC, Upper Area Control Centre), které pokrývalo horní vzdušný prostor nad Belgií, Lucemburskem, Nizozemskem a severní částí Německa. Středisko funguje dodnes a je (po Londýnu) druhým nejvytíženějším střediskem v Evropě. V roce 1977 následovalo další UAC v Karlsruhe, které řídí provoz nad jižní částí Německa.
V lednu 1986 vešly v platnost některé dodatky k původní smlouvě; hlavním cílem smlouvy již není přímo sjednocení vzdušného prostoru, ale hlavně mezinárodní spolupráce.
V říjnu 1988 se na prvním setkání ministrů dopravy rozhodlo o vytvoření centrálního střediska, které bude koordinovat řízení dopravních toků nad Evropou, aby se minimalizovala zdržení a zvýšila efektivita přepravy. Toto středisko začalo fungovat v březnu 1996 a okamžitě zaznamenalo úspěchy; v roce 1997 bylo průměrné zpoždění poloviční oproti roku 1989.
V červnu 1997 byla podepsána revidovaná verze smlouvy, která rozšiřuje plánování přepravy i o pojížděcí a vzletové a přistávací dráhy, zavádí spolupráci s dalšími institucemi a posiluje spolupráci civilních a vojenských uživatelů vzdušného prostoru. 
27. června 1997 byla v Bruselu přijata Dohoda o zřízení a provozování letových provozních služeb a zařízení organizací EUROCONTROL ve společném středoevropském oblastním středisku řízení v horním vzdušném prostoru (CEATS, pozn. Central European Air Traffic Services), která předpokládá vznik mezinárodního řídícího střediska UAC (Upper Airspace Control Center) ve Vídni a tří podpůrných organizací. Středisko by mělo řídit provoz v horním vzdušném prostoru Bosny a Hercegoviny, Česka, Chorvatska, Maďarska, Slovenska, Slovinska, Rakouska a části severovýchodní Itálie . Zahájení provozu bylo původně plánováno na rok 2007, ke zprovoznění střediska však doposud (2023) nedošlo.
V dubnu 1998 byla v Evropě zavedena první fáze používání prostorové navigace B-RNAV, která umožňuje navigaci mezi virtuálními body místo fyzicky existujících radiomajáků díky rostoucím schopnostem palubních navigačních přístrojů.
V březnu 1999 vypukla Kosovská krize, která měla významný vliv na leteckou dopravu nad Evropou. Eurocontrol v rámci spolupráce s NATO uzavřel část vzdušného prostoru pro civilní lety a koordinoval lety humanitární pomoci.
V květnu 1999 se evropští ministři dopravy dohodli na vytvoření nového navigačního satelitního systému nazvaného Galileo.
V říjnu 1999 byl v evropském vzdušném prostoru snížen rozestup radiových kanálů na 8,33 kHz z původních 25 kHz, což umožňuje vytvoření dalších středisek řízení letového provozu, aniž by rušily již existující.
Díky postupnému navýšení přesnosti navigačních prostředků na palubách letadel byl v lednu 2002 v horním vzdušném prostoru nad Evropou mezi letovými hladinami (FL) 290 a 410 (včetně) snížen minimální vertikální rozstup (Reduced Vertical Separation Minima, RVSM ) z původních 2000 stop (600 m) na 1000 stop (300 m), což okamžitě umožnilo zvýšení propustnosti vzdušného prostoru a efektivity dopravy a s tím související snížení objemu spotřebovaného paliva . Letadlům nevybaveným provozuschopnými navigačními přístroji s požadovanou přesností je v prostoru RVSM nadále zajišťován vertikální rozstup 2000 stop. RVSM bylo zavedeno i v některých nečlenských státech Eurocontrol.

## Členské státy
K roku 2004 je členem této organizace 34 států:
- Albánie (od 1. dubna 2002),
- Belgie (13. prosince 1960),
- Bosna a Hercegovina (1. března 2004),
- Bulharsko (1. července 1997),
- Česko (1. ledna 1996),
- Dánsko (1. srpna 1994),
- Finsko (1. ledna 2001),
- Francie (13. prosince 1960),
- Chorvatsko (1. března 1997),
- Irsko (1. ledna 1965),
- Itálie (1. dubna 1996),
- Kypr (1. ledna 1991),
- Lucembursko (13. prosince 1960),
- Maďarsko (1. července 1992),
- Malta (1. července 1989),
- Moldavsko (1. března 2000),
- Monako (1. prosince 1997),
- Německo (13. prosince 1960),
- Nizozemsko (13. prosince 1960),
- Norsko (1. března 1994),
- Polsko (1. září 2004),
- Portugalsko (1. ledna 1986),
- Rakousko (1. května 1993),
- Rumunsko (1. září 1996),
- Řecko (1. září 1988),
- Severní Makedonie (1. listopadu 1998),
- Slovensko (1. ledna 1997),
- Slovinsko (1. října 1995),
- Spojené království (13. prosince 1960).
- Španělsko (1. ledna 1997),
- Švédsko (1. prosince 1995),
- Švýcarsko (1. července 1992),
- Turecko (1. března 1989),
- Ukrajina (1. května 2004),